# Alfa Romeo Scarabeo
L'Alfa Romeo Scarabeo è una concept car progettata da Giuseppe Busso e Orazio Satta Puliga per la casa automobilistica italiana Alfa Romeo, con la carrozzeria progettata da Sergio Sartorelli presso le Officine Stampaggi Industriali. L'auto è stata presentata al Salone dell'automobile di Parigi nel 1966.

## Contesto
Dopo che il progetto riguardante l'Alfa Romeo Tipo 33 fu trasferito alla Autodelta, Giuseppe Busso propose a Orazio Satta Puliga e al suo team di progettazione la costruzione di una nuova vettura sportiva con motore posteriore. L'auto doveva usare lo stesso telaio tubolare della 33, ma doveva essere più economica e leggera rispetto ai modelli precedenti prodotti.

## Descrizione
La Scarabeo fu dotata del motore a quattro cilindri in linea dalla Alfa Romeo GTA. Il propulsore venne montato trasversalmente nella parte posteriore della vettura, in blocco alla frizione e al cambio. Con l'intenzione di limitare il più possibile i costi, il sistema sospensivo si basava su quello della Renault R8. Il telaio di tipo tubolare era derivato dalla Tipo 33.
Il design del corpo dello Scarabeo fu affidato alle Officine Stampaggi Industriali. Grazie al design altamente aerodinamico, la vettura era in grado di raggiungere una velocità massima di circa 200 km/h. Dopo essere stata esposta al Salone di Parigi del 1966, fu costruito un secondo prototipo con un design più semplice. Fu realizzato anche terzo prototipo con carrozzeria del tipo barchetta ma non fu mai totalmente completato.
Nonostante la raffinatezza del progetto, l'intenzione di produrre in serie la Scarabeo venne scartata a favore del programma di corse dell'Autodelta. Il secondo e il terzo prototipo sono custoditi all'interno del Museo Alfa Romeo.